# Gismondien

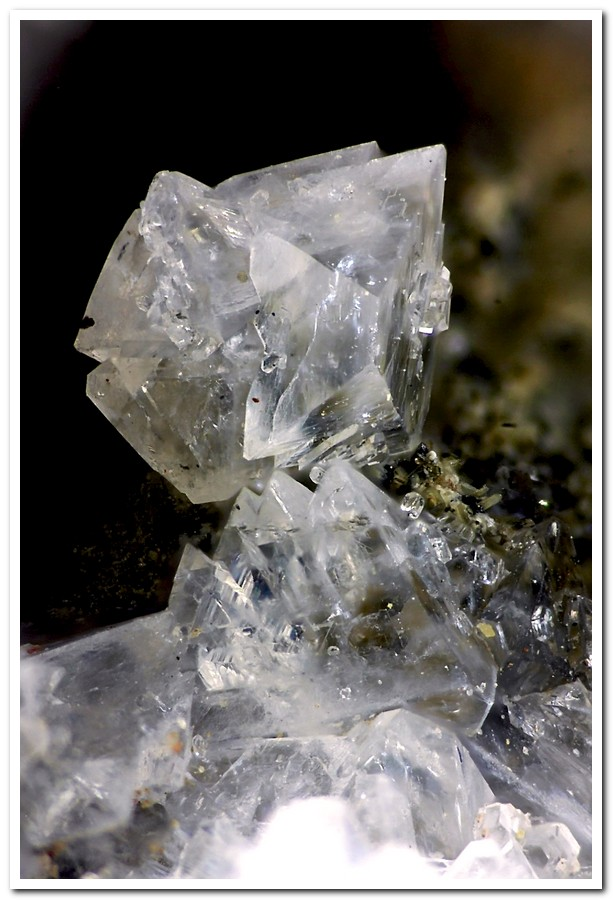
Gismondien

Het mineraal gismondien of gismondiet is een calcium-aluminium-tectosilicaat, een verbinding tussen een tectosilicaat met calcium en aluminium met de molecuulformule Ca2Al4Si4O16·9(H2O). Het is een zeoliet, dus een tectosilicaat en het is gehydrateerd. Het mineraal is naar de mineraloog Carlo Giuseppe Gismondi (1762-1824) uit Italië genoemd. Het heeft geen duidelijke kleur, of is wit, blauwwit, grijs of rood, het heeft een glasglans en een witte streepkleur. Het heeft een monoklien kristalstelsel en een imperfecte splijting volgens het kristalvlak [101]. De massadichtheid is 2,26 kg/l , de hardheid is 4 tot 5 en het mineraal is niet radioactief. Gismondien wordt als verweringsproduct van plagioklaas gevormd. De typelocatie is de Capo di Bove vlak bij Rome, dus in Italië.